# Masamichi Yamamoto
Masamichi Yamamoto (山本 雅道, Yamamoto Masamichi; Kanagawa, 4 augustus 1978) is een Japans voormalig wielrenner die in 2015 onder contract stond bij Kinan Cycling Team. Voorheen reed hij onder meer voor Skil-Shimano en Bridgestone Anchor.

## Overwinningen
2008
8e etappe deel A Ronde van Martinique
Wielerploegen van Masamichi Yamamoto
Abe ·
Bos ·
ten Dam ·
Doi ·
Hirose ·
Kano ·
van Katwijk ·
Kemna ·
Nodera ·
Ouchi ·
Reinerink ·
Schumacher ·
Shinagawa ·
Smink ·
Tsuji ·
van der Wal ·
Yamamoto
Abe ·
Doi ·
Fang ·
Goesinnen ·
Hirose ·
van Hummel ·
Jin ·
Kano ·
Langeveld ·
Martens ·
Meschenmoser ·
Nodera ·
Ouchi ·
Reinerink ·
Rooijakkers ·
Shinagawa ·
Tjallingii ·
Tsuji ·
Vierhouten · 
Wallaard ·
Weissinger · 
Yamamoto · 

Deroo (stagiair) 
Abe ·
Bacquet ·
den Bakker ·
Deroo ·
Doi ·
Fang ·
Goesinnen ·
Hirose ·
van Hummel ·
Ji · 
Jin ·
Kano ·
Lhotellerie ·
Martens ·
Meschenmoser ·
Müller · 
Nodera ·
Ouchi ·
Rooijakkers ·
Shinagawa ·
Timmer ·
Tjallingii ·
Tsuji ·
Vierhouten · 
Yamamoto · 
Hupond (stagiair) 